# 신풍 (기업)
신풍(Shinpoong)는 대한민국의 기업이다. 본사는 경기도 평택시 포승읍 평택항로268번길 155에 위치해 있다.

과거 신풍제지로 불리었으며 종이 상자를 만드는데 쓰이는 백판지를 생산했으나, 평택공장이 지역 개발로 폐쇄되면서 현재는 제지 사업을 하지 않고 있다.

## 연결 종속회사
- 에스피모터스: 수입자동차 판매
- 꿈의실현1331: 학원업
- 다웅: 수입오디오,필터 수입 및 판매업[5]

## 같이 보기
- 신풍제약

## 참고 문헌
1. ↑  조아라, 하락장에 절세 노림수?...신풍 오너家 정학헌 대표, 친인척에 주식 또 넘겨, 블로터, 2023.07.19
2. ↑  채정윤, 회장 가족이 ‘신풍’ 주식 전량 매도, 2023. 01. 19.
3. ↑  이인영, 신풍 오너 일가 잇단 주식 매도…"동전주" vs "사업 재정비", 월요신문, 2023.01.05
4. ↑  권정두, 신풍제지, 걷잡을 수 없는 실적 추락, 시사위크, 2022.05.10
5. ↑  신풍 주가, 기업가치 재평가에 '급등' 금강일보 2025.03.14